# أوبيدوم

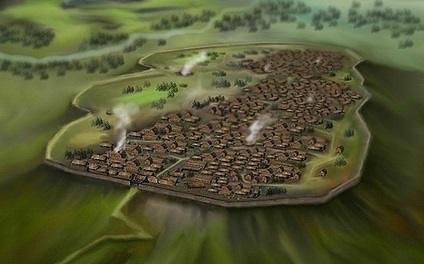

أوبيدوم (باللاتينية: Oppidum) هو مصطلح قديم يشير إلى تجمعات سكنية كانت منتشرة في أوروبا في العصر الحديدي وارتبطت بثقافة لاتين الكلتية حوالي القرنين الثاني والأول قبل الميلاد. انتشرت تجمعات أوبيدوم شمالي نهر الدانوب وامتدت من بريطانيا وشبه الجزيرة الإيبيرية إلى السهل الهنغاري الكبير شرقاً.

## اقرأ أيضاً
- ثقافة لاتين